# Дубровно (Витебска област)
Дубровно (на беларуски: Дуброўна; на руски: Дубровно) е град в Беларус, административен център на Дубровенски район, Витебска област. Населението на града е 7079 души (по приблизителна оценка от 1 януари 2018 г.).

## История
За пръв път селището се упоменава през 1514 година, през 1773 година получава статут на град.

## География
Градът се намира на 170 метра надморска височина, разположен е на 230 км източно от столицата Минск.